# 圣奥诺弗里奥
圣奥诺弗里奥（義大利語：Sant'Onofrio），是意大利维博瓦伦蒂亚省的一个市镇。总面积18.36平方公里，人口3043人，人口密度165.7人/平方公里（2009年）。